# Kanton Provins
Kanton Provins (fr. Canton de Provins) je francouzský kanton v departementu Seine-et-Marne v regionu Île-de-France. Tvoří ho 82 obcí.
Před reformou kantonů 2014 ho tvořilo 15 obcí.

## Obce kantonu
od roku 2015:
| - Augers-en-Brie - Baby - Balloy - Bannost-Villegagnon - Bazoches-les-Bray - Beauchery-Saint-Martin - Beton-Bazoches - Bezalles - Boisdon - Bray-sur-Seine - Cerneux - Cessoy-en-Montois - Chalautre-la-Grande - Chalautre-la-Petite - Chalmaison - Champcenest - La Chapelle-Saint-Sulpice - Châtenay-sur-Seine - Chenoise - Courchamp - Courtacon - Coutençon - Cucharmoy - Donnemarie-Dontilly - Égligny - Everly - Fontaine-Fourches - Frétoy | - Gouaix - Gravon - Grisy-sur-Seine - Gurcy-le-Châtel - Hermé - Jaulnes - Jouy-le-Châtel - Jutigny - Léchelle - Lizines - Longueville - Louan-Villegruis-Fontaine - Luisetaines - Maison-Rouge - Les Marets - Meigneux - Melz-sur-Seine - Mons-en-Montois - Montceaux-les-Provins - Montigny-le-Guesdier - Montigny-Lencoup - Mortery - Mousseaux-les-Bray - Mouy-sur-Seine - Noyen-sur-Seine - Les Ormes-sur-Voulzie - Paroy | - Passy-sur-Seine - Poigny - Provins - Rouilly - Rupéreux - Saint-Brice - Saint-Hilliers - Saint-Loup-de-Naud - Saint-Martin-du-Boschet - Saint-Sauveur-les-Bray - Sainte-Colombe - Sancy-les-Provins - Savins - Sigy - Sognolles-en-Montois - Soisy-Bouy - Sourdun - Thénisy - La Tombe - Villenauxe-la-Petite - Villeneuve-les-Bordes - Villiers-Saint-Georges - Villiers-sur-Seine - Villuis - Vimpelles - Voulton - Vulaines-les-Provins |

před rokem 2015:
- Chalautre-la-Petite
- La Chapelle-Saint-Sulpice
- Chenoise
- Cucharmoy
- Longueville
- Mortery
- Poigny
- Provins
- Rouilly
- Saint-Brice
- Sainte-Colombe
- Saint-Hilliers
- Saint-Loup-de-Naud
- Soisy-Bouy
- Vulaines-lès-Provins